# Велика — мала війна
«Велика — мала війна» — радянський художній фільм 1980 року, знятий режисером Василем Паскару на кіностудії «Молдова-фільм».

## Сюжет
Гостросюжетний фільм про протистояння військ Михайла Фрунзе із загонами Нестора Махна.

## У ролях
- Віктор Саїтов — Михайло Васильович Фрунзе
- Роман Громадський — Бочаров
- Геннадій Сайфулін — Махно
- Євген Лазарев — Котовський
- Еммануїл Віторган — Сиротинський
- Ігор Стариков — Кутяков
- Арніс Ліцитіс — Роберт Ейдеман
- Любов Румянцева — Софія Олексіївна
- Володимир Горєлов — Аршинов
- Олексій Сисоєв — Мішка Левчик
- Геннадій Чулков — Митя Бородін
- Володимир Шакало — Федя Бородін
- Всеволод Гаврилов — Кожин
- Любов Поліщук — Маруся
- Віктор Косих — Щусь
- Григорій Острін — Врангель
- Сергій Десницький — Слащов
- Павло Махотін — Бертран
- Тетяна Лагунова — мадам Бертран
- Євген Мизніков — махновець з гармошкою
- Валерій Лисенков — махновець
- Євгенія Тудорашку — селянка на вокзалі із синами
- Домніка Дарієнко — дружина Дмитре
- Мефодій Апостолов — Дмитре
- Борис Миронюк — Варенюк, махновець
- Валентина Стороженко — епізод
- Аракел Семенов — червоноармієць
- Віктор Золотарьов — епізод
- Борис Александров — махновець
- Валентин Грудинін — Ігнат, махновець
- Іван Симоненко — епізод
- Сергій Іорданов — червоний командир
- М. Аксаков — епізод
- Борис Маркевич — кавалерист
- Євген Філатов — епізод
- Анатолій Переверзєв — син коваля
- Юрій Кузьменко — червоноармієць
- Бено Аксьонов — білогвардієць
- Світлана Могильова — епізод
- Людмила Колохіна — епізод
- Юлія Мамешина — епізод
- Федір Одиноков — коваль
- Юрій Нікольський — епізод
- Аннушка Паскар — дочка Бертрана
- Драгош Паскар — епізод
- Толя Кушнір — епізод
- Женя Пімонов — епізод
- Сергій Глазков — Петря
- Іліє Гуцу — полковий командир махновців
- Віктор Ізмайлов — розстріляний
- Іон Музика — махновець
- Володимир Сучков — полковий командир махновців

## Знімальна група
- Режисер — Василь Паскару
- Сценаристи — Василь Паскару, Борис Шустров
- Оператор — Влад Чуря
- Композитор — Джон Тер-Татевосян
- Художники — Станіслав Булгаков, Аурелія Роман